# Лісове (Староостропільська сільська громада)
Лісове — село в Україні, у Староостропільській сільській громаді Хмельницького району Хмельницької області. Населення становить 56 осіб. До 2020 орган місцевого самоврядування — Староостропільська сільська рада.

## Герб
В зеленому щиті із золотою главою, відділеною дубоволистоподібно, золотий сонях із чорною серединою. В главі червоні жолуді, покладені в балку. Герб означає назву села (є промовистим), водночас поєднуючи її з сільським господарством (сонях).

## Історія
До 2016 року село носило назву Ленінське.
12 червня 2020 року, відповідно до розпорядження Кабінету Міністрів України № 727-р «Про визначення адміністративних центрів та затвердження територій територіальних громад Хмельницької області», увійшло до складу Староостропільської сільської громади.
19 липня 2020 року, після ліквідації Старокостянтинівського району, село увійшло до Хмельницького району.